# Angel Sabastizaga
Angel Sabastizaga (Pisco, Ica, Perú; 30 de agosto de 1961) es exfutbolista peruano. Desempeñó como centrodelantero, aunque también actuó como puntero izquierdo.

## Trayectoria
Se inició a muy temprana edad en el Club Deportivo Caucato del distrito de San Clemente en Pisco, y Juventud Perú de su ciudad natal. Luego en el Alfonso Ugarte de Puno, para después defender los colores del Club Atlético Chalaco.Actualmente es empleado civil de la fuerza aérea de Perú en la escuela de pilotos N° 51 con sede en la ciudad de Pisco.

## Clubes
| Club               | País | Temporada |
| ------------------ | ---- | --------- |
| Deportivo Caucato  | Perú | 1974-1976 |
| Juventud Perú      | Perú | 1977-1980 |
| Alfonso Ugarte     | Perú | 1980      |
| Atlético Chalaco   | Perú | 1982-1983 |
| Octavio Espinosa   | Perú | 1984      |
| Deportivo Aviación | Perú | 1985-1990 |